# Sheng
För andra betydelser, se Sheng (olika betydelser).

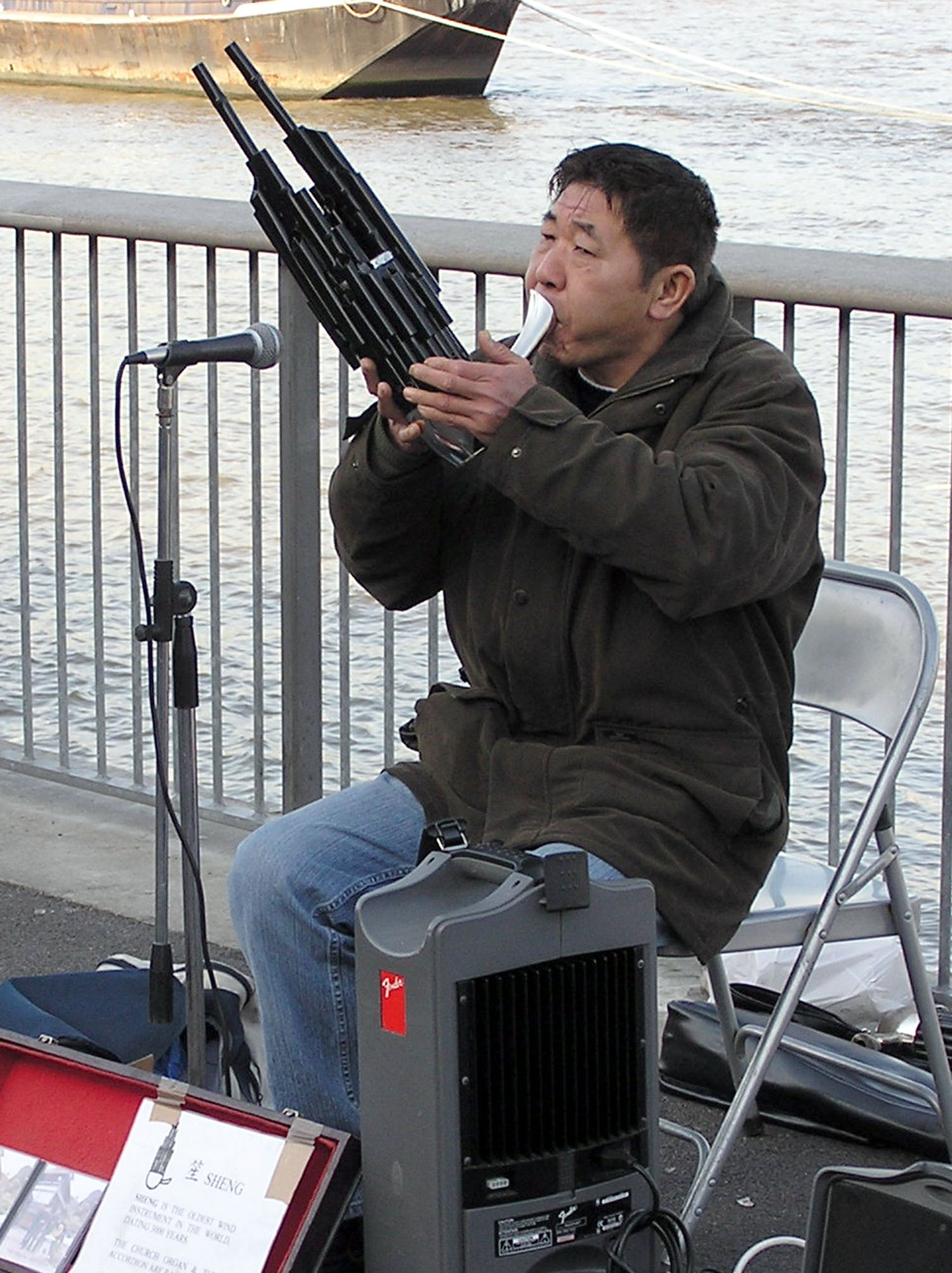
En shengspelare i London 2004

Sheng (笙), på svenska även munorgel, är ett traditionellt kinesiskt blåsinstrument med genomslående tungor, i västvärlden ibland skämtsamt kallad "musikalisk tekanna".
Det består av bamburör av olika längd nedstuckna i en luftbehållare, genom vilken luft blåses in eller ut. Varje bamburör är försett med ett hål nästan täckt med en tunga, som alstrar tonen. 
Det kinesiska instrumentet, som blev känt i Europa senast 1740, anses vara det äldsta fortfarande spelade instrumentet med fritungor, och kan som sådant mycket väl ha inspirerat framtagandet på 1800-talet av instrument som munspel, dragspel och harmonium/tramporgel.